# Need To Control
 (février 2023).
Si vous disposez d'ouvrages ou d'articles de référence ou si vous connaissez des sites web de qualité traitant du thème abordé ici, merci de compléter l'article en donnant les références utiles à sa vérifiabilité et en les liant à la section « Notes et références ».
Albums de Brutal Truth
Perpetual Conversion Split avec The Melvins
Need To Control est le deuxième album studio du groupe de grindcore américain Brutal Truth. Il est sorti en 1994.

## Membres
- Kevin Sharp : chant
- Gurn : guitare
- Danny Lilker : basse
- Rich : batterie

## Invités
- Mike Williams (Eyehategod) : chant sur Media Blitz
- Bill Yurkiewicz (Exit 13) : chant sur Black Door Mine
- Andy Haas : didgeridoo sur Godplayer

## Liste des chansons de l'album
Les quinze pistes de cet album sont :
1. Collapse - 5:02
2. Black Door Mine - 1:38
3. Turn Face - 1:26
4. Godplayer - 4:04
5. I See Red - 2:57
6. Ironlung - 4:10
7. Bite The Hand - 2:03
8. Ordinary Madness - 5:03
9. Media Blitz (reprise de The Germs) - 0:49
10. Judgement - 2:30
11. Brain Trust - 2:40
12. Choice Of A New Generation - 1:56
13. Mainliner - 2:14
14. Displacement - 4:14
15. Crawlspace - 1:33